# Principat de Polotsk
El Principat de Polotsk, també conegut com a Regne de Polotsk o Ducat de Polotsk, (en belarús: Полацкае княства; en rus: Полоцкое княжество) va ser un principat medieval dels antics eslaus orientals, un dels principats constituents de la Rus de Kiev. Va ser establert prop de l'antic poble de Polotsk per la unió de les tribus krivichi, i va existir entre els segles IX i XIII. En el moment de la seva major extensió, el principat s'estenia sobre gran part de l'avui nord i centre de Belarús i una petita part de l'avui sud-est de Letònia, incloent -a més a més del mateix Polotsk- els pobles de Vítsiebsk, Drutsk, Minsk, Izjaslaw avui Zaslawyel, Lahojsk, Boríssov, Braslaw-, Koknese, entre d'altres.

## Història

### Orígens
No hi ha una data exacta de registre de quan es va formar el principat, probablement va ser un procés evolutiu. Al 862 Polotsk va ser esmentat per primera vegada a la Crònica Primària com un poble dintre del regnat de Rúrik al Rus de Nóvgorod, al costat de Múrom i Belozersk. Inicialment el Principat de Polotsk va ser governat per una dinastia local, i no per un governador designat des de la Rus de Kiev. Això va ser el resultat de l'evolució política local en la unió de les tribus de krivichi.

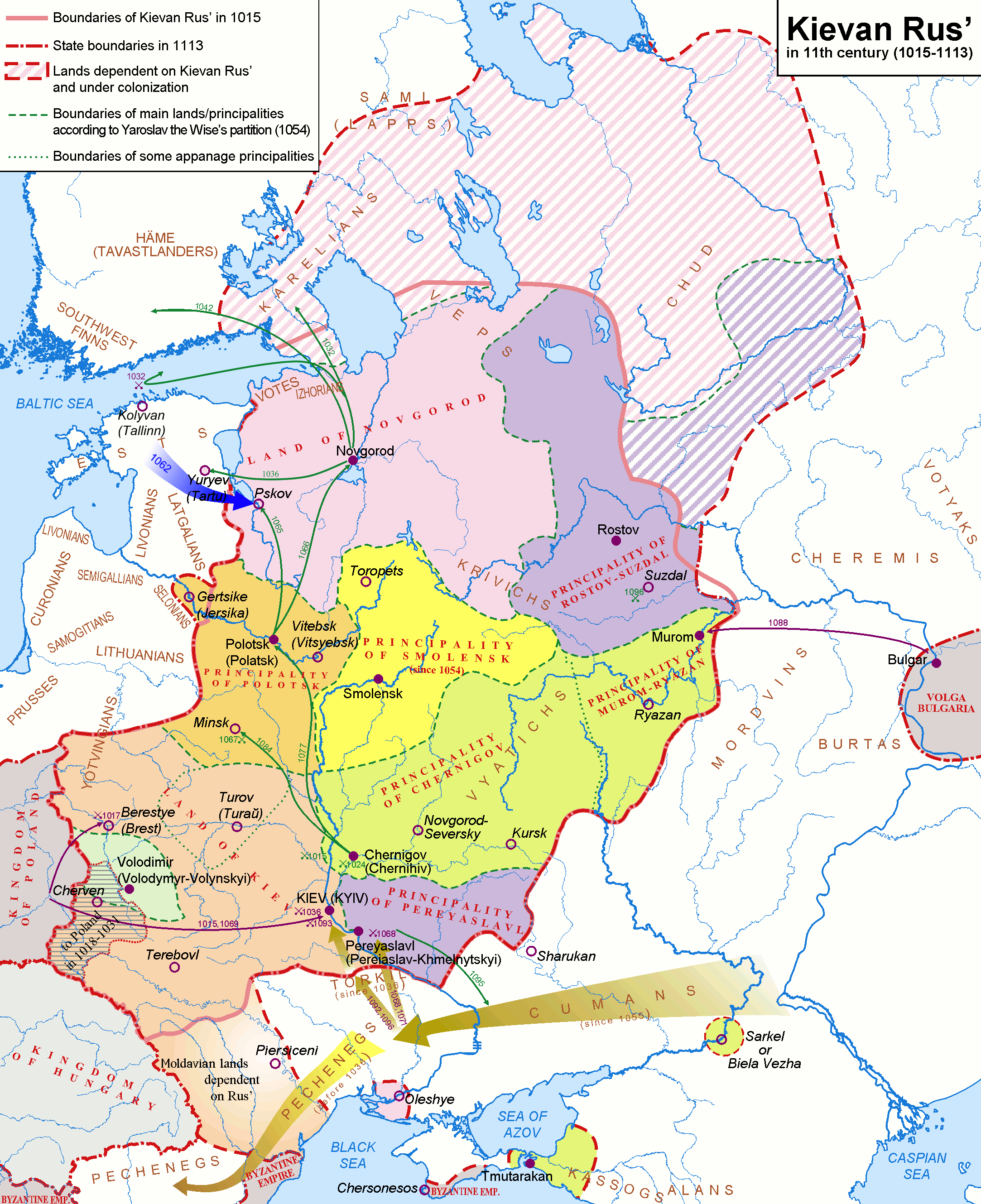
Principat de Polotsk dins de la Rus de Kíev al.

La segona vegada que Polotsk va ser esmentada va ser un segle més tard, el 980, quan el seu governant era el cap militar vareg Rogvolod. La crònica informa que ell va arribar a Polotsk des d'allèn dels mars, una frase comuna per nomenar els varegs.
Al 972, després que el príncep de Kiev, Sviatoslav I va morir, hi va haver una lluita pel poder entre els seus dos fills: Vladimir I, príncep de Nóvgorod, i Iaropolk, príncep de Kíev. Tots dos esperaven el suport polític i militar de Polotsk. Per tal d'aconseguir això, Vladimir proposa matrimoni a Rogneda, filla de Rógvolod. Ella es va negar, i amb això va passar a formar aliança amb Iaropolk. Vladimir va declarar la guerra contra Polotsk. D'acord amb les acolorides llegendes registrades a la Crònica Primària, ell va prendre la ciutat, va violar a Rogneda enfront dels seus pares, després va matar tota la seva família i va cremar la ciutat. Rogneda va ser portada a Kíev per ser l'esposa de Vladimir. Així va ser exterminada la dinastia local.
Vladimir es va convertir al cristianisme el 988 i va prendre Anna Porfirogènita per esposa, divorciant-se de totes les seves esposes anteriors, inclosa Rogneda. Després d'això, ella va entrar a un convent sota el nom d'Anastàsia. El seu fill Iziaslav i ella van ser exiliats de volta a les terres de Polotsk -primer a Zaslawye, i més tard a Polotsk-. Així el principat va ser restaurat, però amb la branca més antiga de la Dinastia ruríkida al tron local. Des d'aquest temps, tanmateix, les terres del principat es converteixen al Cristianisme ortodox.

### Independència

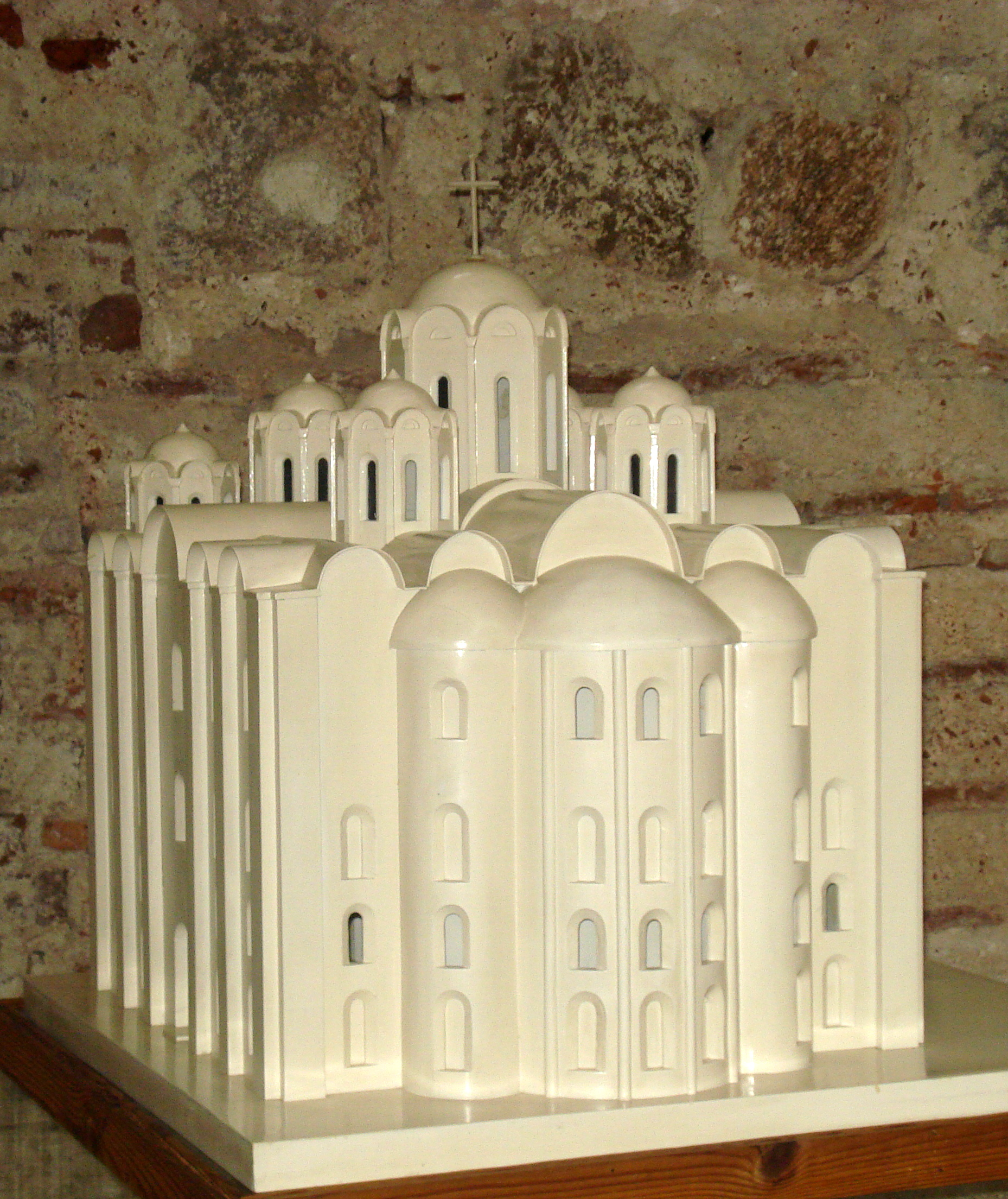
Maqueta de l'antiga Catedral de Santa Sofia de Polotsk. (Reconstruït un nou edifici al)

L'any 1001 Iziaslav va ser succeït pel seu fill, Briacheslav. Sota el seu comandament, Polotsk va intentar distanciar-se de Kíev. Les tensions van augmentar perquè, sota la llei eslava oriental, com Iziaslav va morir abans que el seu pare i mai no va regnar a Kíev, els seus descendents de la Casa de Polotsk van perdre els seus drets de dinastia al tron de Kíev. El 1020, Briacheslav va saquejar i va prendre Nóvgorod, però després ho va perdre a les mans del seu oncle, Iaroslau I de Kíev, i va haver de lliurar-li algunes de les seves altres possessions.
Durant els dos segles següents, el Principat de Polotsk va ser controlat pels descendents d'Iziaslav. Totes les altres terres de la Rus de Kíev van ser sota el control de prínceps descendents d'Iaroslav. Catedral de Santa Sofía en Polotsk (reconstruïda en el siglo 18)
L'edat d'or del Polotsk a l'edat mitjana està associada al govern del fill de Briacheslav, Vseslav (1044 - 1101). Va aprofitar les guerres civils a Kíev per afermar la seva pròpia independència i dirigir els seus assumptes separadament. Durant aquest període el Principat va esdevenir un centre de comerç servint com a lloc de trànsit entre altres terres de la Rus de Kíev i Escandinàvia. També va afermar la seva independència equilibrar les relacions entre Kíev, Nóvgorod i els Varegs. Sagues nòrdiques contemporànies descriuen la ciutat com la més fortificada de la Rus de Kiev. Els descendents d'Iziaslav van governar el Principat de Polotsk la major part del temps amb independència del Gran Príncep de la Rus de Kíev, només reconeixent el poder de la Dinastia ruríkida. Des de finals del segle x, el Principat també va tenir èxit colonitzant les terres dels seus veïns occidentals, avantpassats dels avui letons i lituans.
La Catedral de Santa Sofia de Polotsk -construïda per Vseslav entre 1044 i 1066- va ser un símbol de la mentalitat independent de Polotsk, rivalitzant amb les esglésies del mateix nom a Nóvgorod i Kíev i amb referència a l'original església de Santa Sofia de Constantinoble i, per tant, com a reclamació de prestigi imperial, d'autoritat i de sobirania.

### Declive
Després de la mort de Vseslav, el seu fill es va lliurar a una guerra de successió que va produir la fragmentació del Principat en nombrosos feus. Les més grans entitats que van resultar de la guerra són els principats de Minsk, de Vítsiebsk i de Drutsk. El control de la ciutat de Polotsk va ser el motiu de moltes altres guerres que van arruïnar el país. Finalment, el Príncep de Vítsiebsk va sortir victoriós, però després va ser impugnat pel de Smolensk.
A partir de mitjan segle xii, els croats alemanys van envair Latgàlia, regió de Letònia que estava prèviament sota el control de Polotsk i van obligar a permetre viatjar gratis als comerciants alemanys.
Després d'haver escapat de les invasions dels mongols de 1237 i 1239, Polotsk va demanar la protecció del Gran Ducat de Lituània i va esdevenir el seu vassall el 1240. El principat es va ser part oficial del Ducat el 1307 encara que va conservar un cert grau d'autonomia local fins al 1390. A continuació el principat va ser suprimit i va passar a formar part del voivoda de Polock.